# Skivarps distrikt
Skivarps distrikt är ett distrikt i Skurups kommun och Skåne län. 
Distriktet ligger vid kusten sydost om Skurup. 

## Tidigare administrativ tillhörighet
Distriktet inrättades 2016 och utgörs av socknen Skivarp i Skurups kommun.
Området motsvarar den omfattning Skivarps församling hade 1999/2000.